# Džordž Dajson (istoričar nauke)
Džordž Dajson (rođen 26. marta 1953.) je američki autor i istoričar tehnologije čije publikacije naširoko pokrivaju evoluciju tehnologije u odnosu na fizičko okruženje i pravac društva. Pisao je o širokom spektru tema, uključujući istoriju računarstva, razvoj algoritama i inteligencije, komunikacione sisteme, istraživanje svemira i dizajn plovila.

## Spoljašnje veze
- George Dyson's Flickr Photostream
- Dyson, Baidarka & Company (Flickr Photostream by Thomas Gotchy)
- A lecture by George Dyson on "von Neumann's universe"
- Engineers' Dreams
- George Dyson: The story of Project Orion (TED2002)
- George Dyson: The birth of the computer (TED2003)